# Kazuya Maekawa
Kazuya Maekawa, född 22 mars 1968 i Nagasaki prefektur, Japan, är en japansk tidigare fotbollsspelare.